# Luisa Teresa di Borbone-Spagna
Luisa Teresa di Borbone-Spagna (Aranjuez, 11 giugno 1824 – Madrid, 27 dicembre 1900) è stata Infanta di Spagna per nascita e per matrimonio Duchessa di Sessa. Fu tra i primi membri della famiglia reale spagnola a sposarsi al di fuori della cerchia delle monarchie europee.

## Biografia

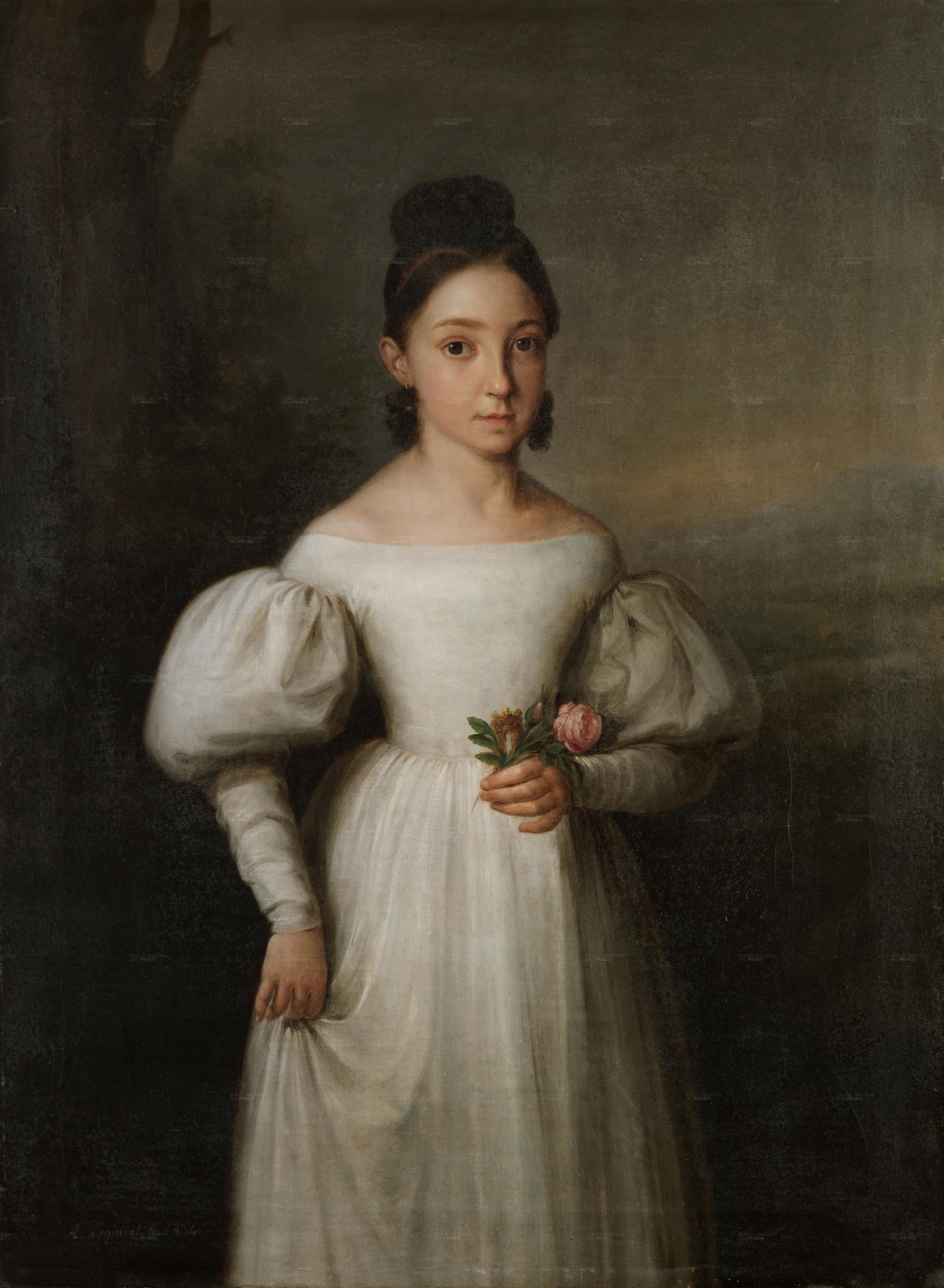
Ritratto dell'Infanta nel 1834

L'Infanta Luisa Teresa è nata a Aranjuez nel 1824, ed era la figlia dell'Infante Francesco di Paola di Borbone-Spagna e sua moglie, l'infanta Luisa Carlotta. I nonni paterni di Luisa Teresa erano il re Carlo IV di Spagna e di sua moglie, Maria Luisa di Parma, e i nonni materni erano il re Francesco I delle Due Sicilie e l'Infanta Maria Isabella di Borbone, figlia di Carlo IV di Spagna. Il padre di Luisa Teresa era lo zio di sua moglie.

## Matrimonio
Luisa Teresa visse i primi anni della sua vita durante il regno di sua cugina la Regina Isabella II, con cui ebbe un buon rapporto.
Il 10 febbraio del 1847 sposò, nel Palazzo d' Oriente, Don José María Osorio de Moscoso e Carvajal (1828 - 1881), XVI Duca di Sessa , XVIII duca di Maqueda, VIII Duca di Atrisco, XVI duca di Altamira, VI Duca Montemar, XII Marchese di Montemayor, XVI marchese di Ayamonte, X Marchese d'Eaglé e Grande di Spagna, che era legato ai duchi di Terranova.
La coppia ebbe tre figli:
- Francisco de Asís Osorio de Moscoso-Borbone (1847 - 1924), 17º duca di Sessa, 18º duca di Maqueda, 7º Duca di Montemar, 11º marchese d'Aguila, 20º conte di Castiglia, Grande di Spagna, ebbe figli;
- Luis María Osorio de Moscoso-Borbone (1849 - 1924), 16 ° Marchese di Ayamonte, conte di Cabra, Grande di Spagna, sposato, non ebbe figli;
- María Cristina Isabel Osorio de Moscoso y Borbón (1850 - 1904), duchessa di Atrisco, Marchesa di Leganes, marchesa di Morata de la Vega, sposata ebbe figli.

## Morte
La infanta Luisa Teresa, che conservò il suo titolo di Infanta di Spagna anche dopo il matrimonio, appartenne all'Ordine della regina Maria Luisa, rimase vedova nel 1881 e morì a Madrid.

## Ascendenza
|                                       |                                |                                 | Genitori                      |  |  | Nonni |  |  | Bisnonni            |  |  | Trisnonni           |  |
|                                       |                                |                                 |                               |  |  |       |  |  | Carlo III di Spagna |  |  | Filippo V di Spagna |  |
|                                       |                                |                                 |                               |  |  |       |  |  | Carlo III di Spagna |  |  | Filippo V di Spagna |  |
|                                       |                                | Elisabetta Farnese              |                               |  |  |       |  |  | Carlo III di Spagna |  |  |                     |  |
| Carlo IV di Spagna                    |                                |                                 |                               |  |  |       |  |  | Carlo III di Spagna |  |  |                     |  |
|                                       |                                | Maria Amalia di Sassonia        | Augusto III di Polonia        |  |  |       |  |  |                     |  |  |                     |  |
|                                       |                                | Maria Amalia di Sassonia        | Augusto III di Polonia        |  |  |       |  |  |                     |  |  |                     |  |
|                                       |                                | Maria Amalia di Sassonia        | Maria Giuseppa d'Austria      |  |  |       |  |  |                     |  |  |                     |  |
| Francesco di Paola di Borbone-Spagna  |                                | Maria Amalia di Sassonia        |                               |  |  |       |  |  |                     |  |  |                     |  |
|                                       |                                | Filippo I di Parma              | Filippo V di Spagna           |  |  |       |  |  |                     |  |  |                     |  |
|                                       |                                | Filippo I di Parma              | Filippo V di Spagna           |  |  |       |  |  |                     |  |  |                     |  |
|                                       |                                | Filippo I di Parma              | Elisabetta Farnese            |  |  |       |  |  |                     |  |  |                     |  |
| Maria Luisa di Borbone-Parma          |                                | Filippo I di Parma              |                               |  |  |       |  |  |                     |  |  |                     |  |
|                                       |                                | Elisabetta di Borbone-Francia   | Luigi XV di Francia           |  |  |       |  |  |                     |  |  |                     |  |
|                                       |                                | Elisabetta di Borbone-Francia   | Luigi XV di Francia           |  |  |       |  |  |                     |  |  |                     |  |
|                                       |                                | Elisabetta di Borbone-Francia   | Maria Leszczyńska             |  |  |       |  |  |                     |  |  |                     |  |
| infanta Luisa Teresa di Spagna        |                                | Elisabetta di Borbone-Francia   |                               |  |  |       |  |  |                     |  |  |                     |  |
|                                       | Ferdinando I delle Due Sicilie | Carlo III di Spagna             |                               |  |  |       |  |  |                     |  |  |                     |  |
|                                       | Ferdinando I delle Due Sicilie | Carlo III di Spagna             |                               |  |  |       |  |  |                     |  |  |                     |  |
|                                       | Ferdinando I delle Due Sicilie | Maria Amalia di Sassonia        |                               |  |  |       |  |  |                     |  |  |                     |  |
| Francesco I delle Due Sicilie         | Ferdinando I delle Due Sicilie |                                 |                               |  |  |       |  |  |                     |  |  |                     |  |
|                                       |                                | Maria Carolina d'Asburgo-Lorena | Francesco I di Lorena         |  |  |       |  |  |                     |  |  |                     |  |
|                                       |                                | Maria Carolina d'Asburgo-Lorena | Francesco I di Lorena         |  |  |       |  |  |                     |  |  |                     |  |
|                                       |                                | Maria Carolina d'Asburgo-Lorena | Maria Teresa d'Austria        |  |  |       |  |  |                     |  |  |                     |  |
| Luisa Carlotta di Borbone-Due Sicilie |                                | Maria Carolina d'Asburgo-Lorena |                               |  |  |       |  |  |                     |  |  |                     |  |
|                                       |                                | Carlo IV di Spagna              | Carlo III di Spagna           |  |  |       |  |  |                     |  |  |                     |  |
|                                       |                                | Carlo IV di Spagna              | Carlo III di Spagna           |  |  |       |  |  |                     |  |  |                     |  |
|                                       |                                | Carlo IV di Spagna              | Maria Amalia di Sassonia      |  |  |       |  |  |                     |  |  |                     |  |
| Maria Isabella di Borbone-Spagna      |                                | Carlo IV di Spagna              |                               |  |  |       |  |  |                     |  |  |                     |  |
|                                       |                                | Maria Luisa di Borbone-Parma    | Filippo I di Parma            |  |  |       |  |  |                     |  |  |                     |  |
|                                       |                                | Maria Luisa di Borbone-Parma    | Filippo I di Parma            |  |  |       |  |  |                     |  |  |                     |  |
|                                       |                                | Maria Luisa di Borbone-Parma    | Elisabetta di Borbone-Francia |  |  |       |  |  |                     |  |  |                     |  |
|                                       |                                | Maria Luisa di Borbone-Parma    |                               |  |  |       |  |  |                     |  |  |                     |  |